# Воспоминания-вспышки
Воспоминания-вспышки (также: феномен «фотографических воспоминаний», мнемическая фотовспышка, flashbulb-феномен) (англ. flashbulb memories) — феномен яркого воспоминания момента и обстоятельств, при которых человек впервые узнал о том или ином неожиданном важном событии, которое его чрезвычайно сильно эмоционально взволновало. Феномен обнаружен Роджером Брауном и Джеймсом Куликом в 1977 году.
Flashbulb-феномен является одной из форм презентации автобиографических воспоминаний на уровне сознания. Воспоминания-вспышки характеризуются тем, что они возникают в сознании в виде целостной сюжетно-динамической ситуации. Человек как будто совершает «прыжок во времени», а событие прошлого появляется перед его глазами. Этот феномен отмечается исследователями как особая «психическая форма», которая относится только к автобиографической памяти.

## Исследование Р. Брауна и Дж. Кулика
Психологи из Гарвардского университета Роджер Браун и Джеймс Кулик проводили исследование по поводу оценки убийства М. Л. Кинга. Оказалось, что чернокожие испытуемые оценивали это убийство как более личностно значимое и продуцировали более детальное воспоминание, чем белые люди. По результатам своего исследования они установили, что высокая степень значимости события влияет на то, что память реплицирует произошедшее более детально и ярко.
Р. Браун и Дж. Кулик, проведя анализ воспоминаний о громких политических убийствах, отметили существование особого механизма «print now», то есть «запечатлеть сейчас», который фиксирует образ памяти во всех деталях. В своем исследовании они выделили универсальную структуру рассказа о ярком событии, содержащая в себе следующие аспекты:
- место, где человек узнал о происшествии;
- содержание события;
- последующие события;
- человек, который сообщил о событии;
- переживания окружающих людей в момент сообщения новости и после него;
- собственные переживания.

Этот феномен был ими назван воспоминаниями-вспышками (англ. Flashbulb memories):
Это детальное воспоминание обстоятельств, в которых человек впервые узнал о крайне эмоционально волнующем событии. Качество таких воспоминаний практически совпадает с воспринятыми образами. Они, подобно фотографическим снимкам, сохраняют все подробности пережитой сцены.

## Исследование М. Конвея
М. Конвей с коллегами провели исследование относительно воспоминаний об отставке премьер-министра Великобритании М. Тэтчер в 1990 г. Их выборка состояла из американских и британских студентов. Их тестировали дважды: первый раз — спустя две недели, а второй — спустя 11 месяцев после события. Их основная гипотеза подтвердилась: воспоминания студентов Великобритании оказались прочнее и стабильнее, так как для них это событие было более важным, чем для американских студентов.

## Позитивные и негативные события
Как позитивные, так и негативные события могут вызывать воспоминания-вспышки. Когда событие рассматривается как положительное, люди демонстрируют более высокие показатели повторного переживания и сенсорных образов. Люди рассматривают эти позитивные события как центральные для их личности и жизненных историй, что приводит к повтору события и кодированию воспоминаний с большей субъективной ясностью.
По сравнению с положительными воспоминаниями-вспышками, события, воспринимаемые человеком как отрицательные, продемонстрировали использование более детально ориентированных стратегий обработки. Отрицательные воспоминания более неприятны, они заставляют человека не переживать негативное событие заново. Это избегание могло привести к снижению эмоциональной памяти. Считается, что отрицательные воспоминания-вспышки имеют больше последствий, чем положительные.

## Демографические различия
Несмотря на то что все люди сталкиваются с воспоминаниями-вспышками, их возраст, пол и культурные особенности могут влиять на силу и качество фотографических воспоминаний.

### Возрастные различия
В целом, у молодых людей воспоминания-вспышки формируются лучше, чем у пожилых. В одном исследовании изучались возрастные различия в формировании воспоминаний-вспышек. Участников проверяли на запоминание в течение 14 дней после важного события, а затем повторно проверяли о том же событии через 11 месяцев. Через 11 месяцев почти все молодые люди и менее половины пожилых людей испытали воспоминания-вспышки. У людей старшего и младшего возраста также были разные причины для воспоминаний-вспышек. Основным предиктором возникновения вспышки у молодых людей была эмоциональная связь с событием, тогда как пожилые люди больше полагались на повтор события при создании воспоминаний-вспышек. Для пожилых людей недостаточно эмоциональной связи, чтобы создавать фотографические воспоминания. Пожилым людям также было труднее запоминать контекст события; пожилые люди чаще забывали, с кем они говорили и где происходило событие. Однако, если это драматическое событие сильно повлияет на пожилых людей, они могут сформировать воспоминания-вспышки, такие же подробные, как и у молодых людей. Пожилые люди, которые лично пострадали в трагедии 11 сентября, испытывали воспоминания, которые не отличались в деталях от воспоминаний молодых людей.

### Культурные различия
Воспоминания-вспышки различаются в разных культурах в зависимости от степени, в которой определенные факторы влияют на яркость воспоминаний. Например, в азиатских культурах индивидуальность не акцентируется, поэтому китайцы и японцы могут не так сильно пострадать от влияния личного участия на яркость воспоминаний. В исследовании, проведенном Kulkofsky, Wang, Conway, Hou, Aydin, Johnson и Williams (2011), изучалось образование фотографических воспоминаний в 5 странах: Китае, Великобритании, США, Германии и Турции. В целом участники из США и Великобритании сообщили о большем количестве воспоминаний за 5 минут, чем участники из Германии, Турции и Китая. Это может быть связано с тем, что в разных культурах разные стратегии поиска в памяти. Что касается воспоминаний-вспышек, китайские участники в меньшей степени пострадали от всех факторов, связанных с личной близостью и участием в драматическом событии. Были также культурные различия в эффектах эмоциональной напряженности.

### Половые различия
Некоторые исследования, проведенные в этой области, дали результаты, свидетельствующие о том, что женщины способны отображать более яркие детали событий, чем мужчины.
Биологические причины гендерных различий в памяти могут быть объяснены асимметрией миндалины. Миндалевидное тело является частью лимбической системы и связано с памятью и эмоциями. Память усиливается за счет эмоций, и исследования показали, что люди с большей вероятностью запомнят негативное событие, чем нейтральное или позитивное. Исследования миндалевидного тела выявили, что люди, которые демонстрировали сильную активацию миндалевидного тела в ответ на набор положительных или отрицательных стимулов, также показали лучшую память на эти стимулы. Это может объяснить, почему воспоминания-вспышки обычно связаны с травмирующими событиями. Исследования показали, что при просмотре эмоционального содержимого мужчины запоминают, активируя правую миндалину, а женщины — левую.
Женщины включают в свой рассказ не только большее количество упоминаний о собственном эмоциональном состоянии, но и большее количество упоминаний эмоционального состояния других людей. Кроме того, когда их просят вспомнить эмоциональный жизненный опыт, женщины вспоминают как положительные, так и отрицательные события.
Есть много проблем с анализом гендерных различий, обнаруженных при исследовании этой темы. Наиболее очевидным является то, что он в значительной степени зависит от самооценки событий. Неточность результатов может быть результатом предвзятых вопросов или неправильного запоминания со стороны участников. Невозможно полностью проверить точность отчетов, данных участниками исследования.

## Модели

### Фотографическая модель
Р. Браун и Дж. Кулик предложили термин flashbulb-феномен вместе с первой моделью процесса. Фотографическая модель предполагает, что для того, чтобы сработало воспоминание-вспышка в присутствии стимулирующего события, должен быть высокий уровень неожиданности, логичности и эмоционального возбуждения. В частности, в то время, когда человек впервые слышит о событии, степень неожиданности является первым шагом в регистрации события. Следующим шагом при регистрации воспоминаний-вспышек является степень логичности, которая, в свою очередь, вызывает определенный уровень эмоционального возбуждения.

### Комплексная модель
Комплексная модель появилась в результате подобных экспериментов, что и у Р. Брауна и Дж. Кулика, но с большей выборкой участников. Одно из основных различий между этими двумя моделями заключается в том, что фотографическая модель следует более пошаговому процессу при регистрации воспоминаний-вспышек, тогда как комплексная модель демонстрирует взаимосвязанные отношения между переменными. В частности, знание и интерес к событию влияет на уровень личной важности для человека, что также влияет на уровень эмоционального возбуждения человека. Более того, знание и интерес к событию, а также уровень важности влияют на частоту повторений. Следовательно, высокий уровень знаний и интереса способствует высокому уровню личной значимости и эмоционального воздействия.

### Эмоционально-интегративная модель
Эмоционально-интегративная модель воспоминаний-вспышек объединяет две модели — фотографическую модель и комплексную модель. Подобно фотографической модели, эмоционально-интегративная модель утверждает, что первый шаг к регистрации воспоминаний-вспышек — это степень удивления человека. Этот уровень удивления вызывает эмоциональное переживание, которое также является результатом комбинации уровня важности (логичности) события для человека и эмоционального отношения человека. Эмоциональное состояние человека напрямую способствует созданию воспоминаний-вспышек.

### Модель эмоциональных реакций, основанных на важности
Эта модель подчеркивает, что личные последствия определяют интенсивность эмоциональных реакций. Эти последствия, таким образом, являются критическими операторами в формировании и поддержании воспоминаний-вспышек. Эта модель была основана на том, произошли ли травматические события во время Измитского землетрясения. Согласно результатам этого исследования, воспоминания людей, переживших землетрясение, в целом сохранились и не изменились с течением времени. Результаты повторного тестирования показали, что долговременные воспоминания группы жертв более полны, долговечны и более устойчивы. Поэтому на основе этого исследования была сформирована новая модель, которая подчеркивает, что последствия играют очень большую роль в формировании воспоминаний-вспышек.

## Критика
1. У. Найссер проанализировал аудиозаписи выступлений в суде Дж. Дина, который являлся главным свидетелем против президента Р. Никсона в Уотергейтском скандале. У. Найссер сравнил показания Джона Дина с архивными материалами, он отметил, что, Дж. Дин был точен в изложении фактов, однако он неверно описывал детали переговоров. Затем У. Найссер решил опровергнуть данный феномен с помощью своих собственных фотографические воспоминания, в частности историю налета японской авиации на американскую эскадру в Пёрл-Харборе. Оказалось, что только содержание события оказалось неизменным, все остальные аспекты фотографического воспоминания, выделенные Р. Брауном и Дж. Куликом подверглись значительным искажениям за исключением содержания события. Следующее исследование У. Найссера было проведено совместно с Н. Харшем. Они дважды, с интервалом в три года, спрашивали испытуемых о взрыве космического корабля «Челенджер». Затем они сопоставили данные опросов. Только в 7 % случаев протоколы опросов полностью совпали, в 25 % случаев протоколы испытуемых различались по всем выделенным показателям. При этом субъективная оценка точности своих воспоминаний составила 4,17 баллов из 5 возможных[12].
2. Случай Ж. Пиаже. Швейцарский психолог был уверен вплоть до 15 лет, что обладает «фотографическим» воспоминанием. Когда ему было два года, он гулял с няней по Елисейским полям, неожиданно мужчина попытался выхватить малыша из коляски, однако ремни не позволили сделать это. В этот момент няня бросается к ребёнку на помощь, получая в борьбе несколько ссадин. Но когда Ж. Пиаже было 15 лет, няня написала письмо его родителям, где признавалась, что эту историю выдумала, а лицо расцарапала себе сама. Видимо, Ж. Пиаже так часто слышал эту историю, что она стала для него реальностью. Получается, что воспоминания-вспышки могут быть ложными.
3. С. Кристиансон дважды с интервалом в один год опрашивал 40 жителей Швеции о том, что они запомнили об убийстве премьер-министра У. Пальме, произошедшем в 1986 г. Большинство испытуемых при отсроченном воспроизведении достраивали воспоминания в соответствии с гипотезами, которые выдвигались в ходе протекания акта воспоминания. Например, испытуемый помнит, что узнал о гибели У. Пальме субботним утром. После этого он бессознательно соединял полученную информацию с тем, что он обычно делал утром по субботам. В итоге у него складывался целостный образ. Таким образом, С. Кристиансон показал, что достройка воспоминаний может идти за счет включения в них вероятных, стереотипных фрагментов[13].